# Бездонное (озеро, Московская область)
Бездо́нное, также Вертли́но — озеро в городском округе Солнечногорск Московской области России. Расположено в 4 км севернее Солнечногорска, между деревнями Вертлино и Сергеевкой, на высоте 176 или 179 метров над уровнем моря.

## Общие сведения

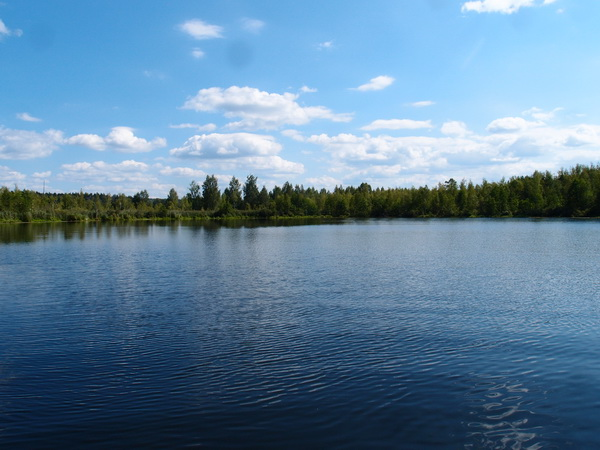
Вид на Бездонное озеро

Озеро округлой формы, диаметр — около 160 м, площадь зеркала — около 2 га (по другим данным диаметр — 170—180 м, площадь — 2,4 га). В описании ООПТ приводится величина глубины озера до 4,5 м. Исследования 2018 года показали, что в центральной части озера глубина превышает 6 м: в одной из точек, в которых проводились измерения, была зафиксирована глубина 6,3 м. На дне — мощный слой сапропеля.
На глубине питается подземными родниками. Вода имеет коричневый оттенок, что вызвано большим количеством торфянистых взвесей. Котловина озера была сформирована в окружении примыкающих с запада моренных холмов высотой до 15—20 м и залегающей в основном с востока плоской долинно-зандровой равнины в верхнем течении реки Сестры. Значительную часть котловины занимают заболоченные мелколиственные берёзовые и черноольховые леса. Ихтиофауна представлена обыкновенной щукой, серебряным карасём, обыкновенной плотвой, речным окунем, ротаном-головёшкой. Озеро является частью государственного природного заказника областного значения «Озеро Вертлино и его котловина».
В дневнике Александра Блока есть запись, в которой поэт дословно пересказывает слова местного лесничего, поведавшего ему о связи озера с океаном и о таинственных находках вроде обломков кораблей, которые выбрасывало на берег. Есть легенда о том, что тесть поэта, учёный Дмитрий Менделеев, чьё поместье находилось поблизости, пытался измерить глубину озера, но не смог — не хватило длины стометровой верёвки.
В марте 2018 года членами Солнечногорского районного отделения Московского областного отделения Всероссийского общества охраны памятников истории и культуры (ВООПИиК) были проведены работы по изучению рельефа дна озера с использованием современного оборудования и снаряжения. В научном отчёте, составленном по результатам исследования и переданном в Министерство экологии и природопользования Московской области, точных сведений о глубине нет. Однако при погружении на 4,5 метра дайверами было обнаружено так называемое «ложное дно» — слой механического уплотнения из-за насыщения воды органическими и минеральными илистыми частицами.